# Galvarino (válečník)
Galvarino (? – 30. listopadu 1557) byl legendární mapučský válečník. Bojoval v Araukánské válce, což byl konflikt na území dnešního Chile mezi Španěly a domorodými Mapuči.
Galvarino bojoval v bitvě u Lagunillas, která se odehrála 8. listopadu 1557 poblíž řeky Bío-Bío. Španělé dosáhli drtivého vítězství a zajali 150 indiánských bojovníků. Zajatce, mezi kterými byl i Galvarino, odvedli do tábora. Zde jim na rozkaz guvernéra Garcií de Mendozy odřízli nos a bojovníkům usekli pravou ruku, velitelům pak obě ruce. Podle legendy Galvarino sám Španělům nabídl i druhou ruku. Poté byli zmrzačení zajatci propuštěni, aby se vrátili ke svému náčelníkovi Caupolicánovi a vyřídili mu vzkaz, aby Mapučové zanechali dalších bojů. Po návratu Galvarino úspěšně naléhal na náčelníka a válečnou radu, aby vytrvali v boji s tím, že žít pod španělskou nadvládou nemá pro Mapuče cenu. Sám si nechal k useknutým pahýlům připevnit dlouhé nože a zapojil se do dalších bojů. V bitvě u Millarapue velel 3000 mapučských válečníků, kteří se střetli s 1500 Španěly. Indiáni byli v bitvě zmasakrováni, přičemž Španělé měli pouze minimální ztráty. Asi 800 indiánů bylo zajato a následně byli pověšeni. Existuje více verzí o Galvarinově smrti. V jedné se sám probodl či naběhl na meč, v další byl pověšen jako ostatní zajatci, případně byl hozen psům na roztrhání.

Údajná Galvarinova poslední slova byla:
| „ | Raději zemřu, než abych žil jako vy. Jediné, co mě mrzí, že mi smrt zabrání vás roztrhat svými zuby na kusy. | “ |

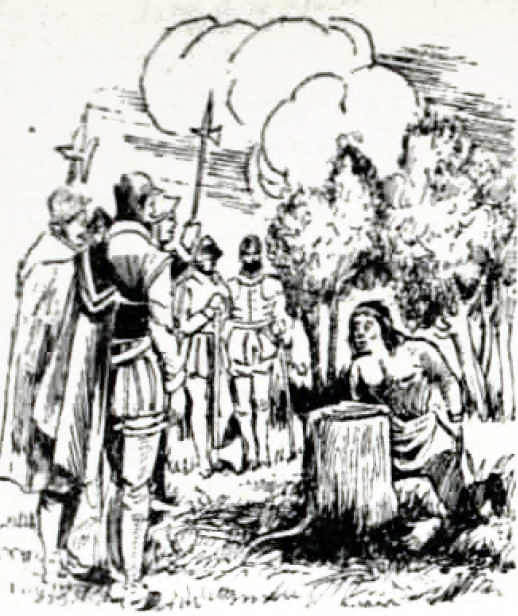
Amputace Galvarinových rukou
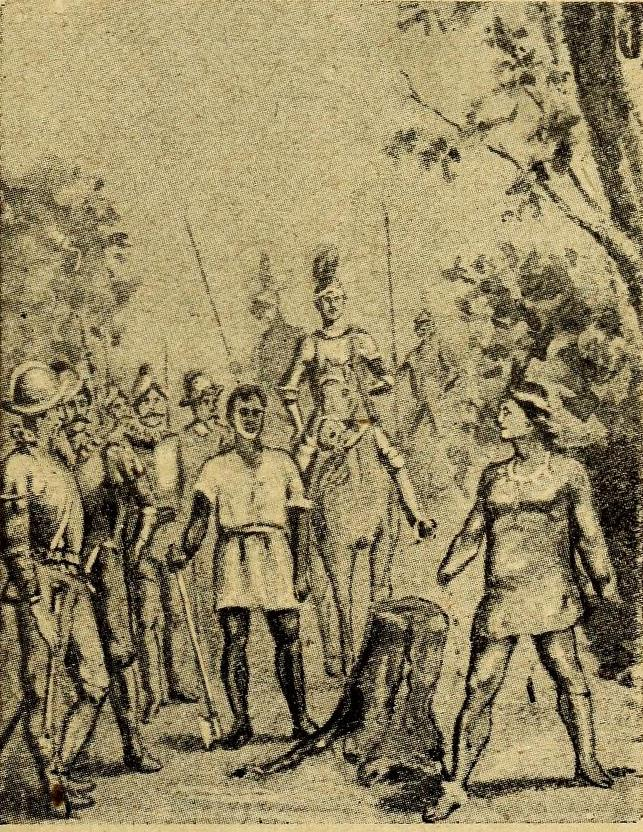
Amputace Galvarinových rukou